# ジャック・ヴァンス
ジャック・ヴァンス（Jack Vance、1916年8月28日 - 2013年5月26日）は、アメリカ合衆国のSF作家、ファンタジー作家、推理作家。
本名は、ジョン・ホルブルック・ヴァンス (John Holbrook Vance)。サンフランシスコ生まれ。カリフォルニア大学卒業し、船員など職を転々とした後、1945年に「スリリング・ワンダー」誌からデビュー。当初、「ジャック・ヴァンス」は、夫妻作家であるヘンリー・カットナーとC・L・ムーアが使用している多数の共作ペンネームの一つと誤解されていた 。
異星文明をリアルに、魅力的に描き出す手腕には定評がある。本名で11作、エラリー・クイーン名義で3作の推理小説も書いている。他にも Alan Wade、Peter Held、John van See、Jay Kavanse といったペンネームを使ったことがある。
主な受賞歴は次の通り。
- ヒューゴー賞: 「竜を駆る種族」(1963)、「最後の城」(1967)、This is Me, Jack Vance! (Or, More Properly, This is "I") (2010、関連書籍部門)
- ネビュラ賞: 「最後の城」(1966)
- 世界幻想文学大賞: 生涯功労賞(1984)、長編賞Lyonesse: Madouc(1990)
- エドガー賞 処女長編賞: 『檻の中の人間』(1961)
- SFWAグランド・マスター賞(1997)

1992年、オーランドでのワールドコンに主賓として招待された。2009年、ニューヨーク・タイムズ・マガジンで「アメリカ文学界でも特筆すべき作家でありながら、過小評価されてきた」と評された。

## 経歴
ヴァンスの祖父はミシガン州からカリフォルニア州にゴールドラッシュの10年ほど前に移住し、サンフランシスコの娘と結婚したと見られている。両親は早くに離婚し、幼いヴァンスは母と兄弟と共に母方の祖父の農場に身を寄せた。この農場はサクラメント川の三角州地帯にあった。幼少期のこの環境により、アウトドアと読書を好む傾向が形成される。祖父の死によって一家の暮らし向きは苦しくなり、ヴァンスは短大を中退し働いて家計を助けなければならなくなった。ベルボーイ、缶詰工場の工員、金の浚渫作業員などの職を転々とした後、カリフォルニア大学バークレー校に入学。そこで6年間、鉱山工学、物理学、新聞学、英文学などを学んだ。英文学のクラスでヴァンスは初のSF短編を書いた。教授はこれを読み「またSFか」と否定的な反応を示した。ヴァンスの受けた最初の否定的批評だった。一時期、時給56セントでハワイの真珠湾にある海軍造船所で電気技師として働いていた。彼がそこを去ったのは真珠湾攻撃の約1カ月前のことだった。
ヴァンスが大学を卒業したのは1942年のことである。目が悪かったため兵役は免除された。リッチモンドのカイザー造船所で作業員として働くようになり、日本語を学ぶために陸軍情報部の試験を受けたが選ばれなかった。1943年、視力検査表を暗記することで船員として採用され、商船の有能の船員になった。船の操縦は後年のヴァンスの趣味となった。船旅は彼の作品にもよく出てくるシチュエーションである。ヴァンスが専業作家となるのは1970年代のことで、それまでは船員、整備工、測量士、陶芸家、大工などの職を経験している。

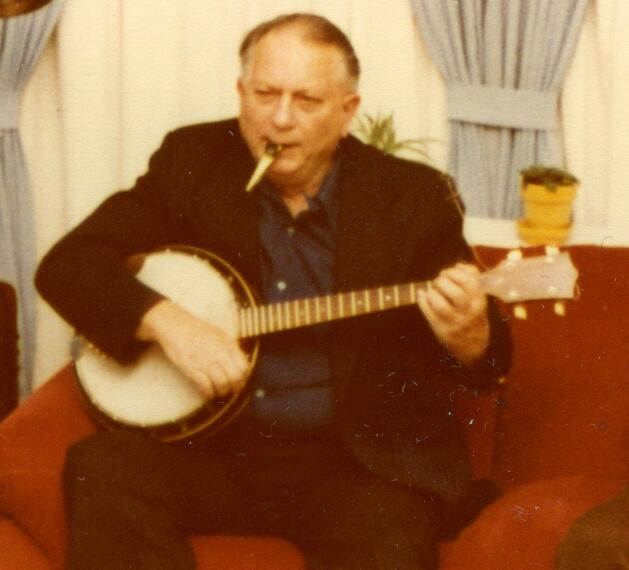
バンジョーとカズーを演奏するヴァンス（1979年、サンフランシスコ）

若いころからジャズを愛好している。趣味としてコルネット、ウクレレとカズー、ハーモニカを演奏する。彼の最初に出版された文章はジャズのレビュー記事で、大学の新聞 The Daily Californian に掲載された。音楽も彼の作品によく出てくる要素の1つである。
1946年、同じ大学に通っていた Norma Genevieve Ingold（2008年没）と結婚。オークランドに家を建て、増改築を繰り返しながら今も住んでいる。旅行好きで、世界一周航海を一度行ったことがあり、アイルランド島、タヒチ島、南アフリカ共和国、イタリアのポジターノ、カシミールの湖畔のハウスボートなどでそれぞれ数カ月を過ごすことが多い。
ヴァンスがプロ作家を目指し始めたのは1940年代後半で、当時 San Francisco Renaissance と呼ばれる実験的文芸運動が起きていた。20世紀フォックスが最初にヴァンスの作品を買い、テレビドラマ『キャプテン・ビデオ』の脚本家としてヴァンスを雇った。この収入でヴァンスはヨーロッパを1年間旅している。
SF作家のフランク・ハーバートとポール・アンダースンはヴァンスの友人だった。3人でハウスボートを作り、サクラメント川の河口から出航させたこともある。一時期、メキシコのチャパラ湖畔でハーバートと同居していたこともある。（なお、『魔王子シリーズ』には「ハーブ・フランクバート」という人物の著作が紹介されている）
1980年代からほとんど盲目となっているが、ヴァンスはパソコンとソフトウェアの力を借りて執筆を続けていた。最新作は Lurulu(2004) で、ヴァンス自身これが最後の本だと言っていた。しかし、2009年に自伝を出版しており、同作でヒューゴー賞を受賞した。
2013年5月26日、カリフォルニア州オークランドで死去。96歳没。

## 日本語訳作品リスト
「アダム・リース」シリーズ (Planet of Adventure)
- 偵察艇不時着! - 冒険の惑星1 (City of the Chasch, 1968)
- キャス王の陰謀- 冒険の惑星2 (Servants of the Wankh, 1969)
- ガラスの箱を打ち砕け!- 冒険の惑星3 (The Dirdir, 1969)
- プニュームの地下迷宮- 冒険の惑星4 (The Pnume, 1970)

「魔王子」シリーズ (Demon Princes)
- 復讐の序章 (Star King, 1964)
- 殺戮機械 (The Killing Machine, 1964)
- 愛の宮殿 (The Palace of Love, 1967)
- 闇に待つ顔 (The Face,1979)
- 夢幻の書 (The Book of Dreams, 1981)

その他の長編（SF・ファンタジーなど）
- 大いなる惑星 (Big Planet, 1952)
- 終末期の赤い地球 (The Dying Earth, 1950)
- 竜を駆る種族 (The Dragon Masters, 1962) ：1963年、ヒューゴー賞受賞
- 天界の眼: 切れ者キューゲルの冒険 (The Eyes of the Overworld, 1966)：The Dying Earthシリーズ続編
- ノパルガース(NOPALGARTH, 1980)

その他の長編（推理小説）
- 檻の中の人間 (The Man in the Cage, 1960) ：ミステリー。ジョン・ホルブルック・ヴァンス名義。1960年、エドガー賞 処女長編賞受賞

クイーン名義の長編（推理小説）
- チェスプレイヤーの密室 (A Room to Die In, 1965) ：エラリー・クイーン名義（クイーンのうちリーが監修）のミステリー

連作短編集
- 宇宙探偵マグナス・リドルフ（The Complete Magnus Ridolph,1984)

日本オリジナルの短編集
- 奇跡なす者たち 浅倉久志編
- 天界の眼 切れ者キューゲルの冒険
- スペース・オペラ

他に短編多数。

## 影響
- マイクル・シェイの諸作品はヴァンスの影響を受けている。
- ジーン・ウルフはヴァンスの『終末期の赤い地球』に影響を受け、『新しい太陽の書』を発表した。
- ダン・シモンズのハイペリオン4部作にはジャック・ヴァンスの影響が見られ、『エンディミオンの覚醒』にはヴァンスへの献辞がある。
- ジョン・C・ライトの《ゴールデン・エイジ》シリーズにはヴァンスの影響が見られる。
- ジョージ・R・R・マーティンとガードナー・ドゾワはヴァンスのファンでもあり、2009年にヴァンスの《暮れゆく地球の物語》シリーズ（終末期の赤い地球）のトリビュート・アンソロジー Songs of the Dying Earth を出版した[10]。
- テーブルトークRPG「ダンジョンズ&ドラゴンズ」およびその関連書籍における魔法の体系は、ヴァンスの《暮れゆく地球の物語》シリーズの設定から着想された[11]。